# Capra della valle dei Mocheni

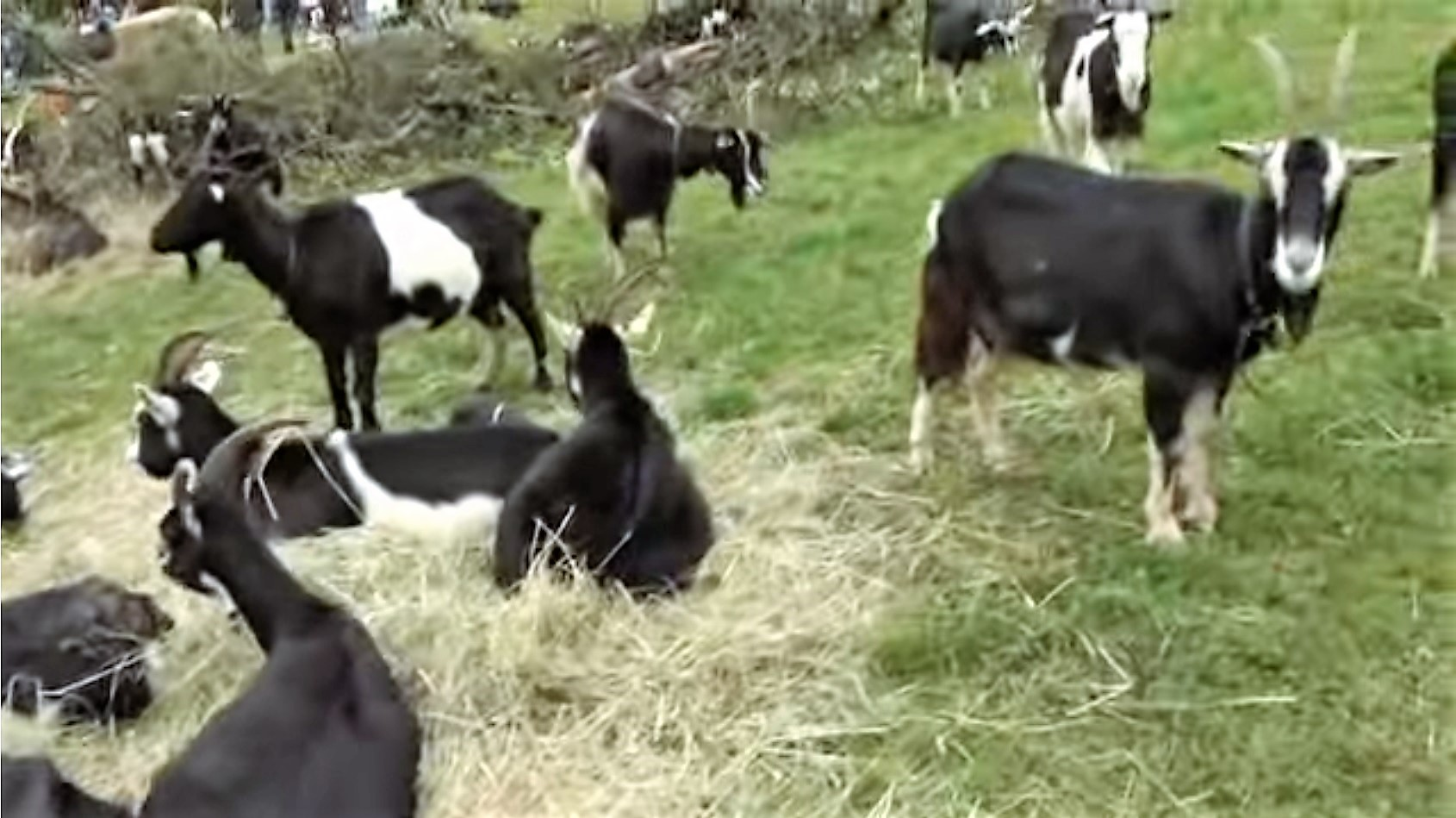
Esemplari di pezzata mochena in mostra a Bedollo

La capra della valle dei Mocheni (in mocheno pletzet goes van der Bersntol), anche chiamata pezzata mochena,  è una razza di capre domestiche indigena della Valle dei Mocheni, in Trentino. La razza è stata riconosciuta nel 2004, e il libro genealogico è stato stabilito nel 2005 e viene mantenuto dall'Associazione Nazionale della Pastorizia. Nel 2014 la popolazione registrata era di 207 capi.